# Hans Vaihinger
Hans Vaihinger (25 septembre 1852 – 18 décembre 1933) est un philosophe allemand. Spécialiste de Kant, il est principalement connu pour son ouvrage Philosophie des Als Ob (La philosophie du « comme si »), publié en 1911.

## Biographie

### 1852-1870: Jeunesse
Hans Vaihinger naît à Nehren, près de Tübingen le 25 septembre 1852. Il est élevé dans un milieu qu'il qualifie lui-même de « très religieux ». En effet, son père, Johann Georg Vaihinger, était pasteur et destinait tout naturellement son fils à embrasser la même carrière. 
À l'âge de 12 ans il est confié à un éducateur du nom de Sauer, disciple de Rudolf von Roth et passionné de sanskrit. Ce dernier relate à ses élèves des passages du Mahabharata et leur montre comment certains passages étaient analogues au Nouveau Testament. Cela conforte Vaihinger dans l'idée que les mythes ont avant tout une valeur éthique.
Il entre ensuite au lycée Charles de Stuttgart (de). Là, il découvre en 1868 Idées pour l’histoire de l’humanité de Herder puis il découvre la pensée darwinienne l'année suivante. Depuis cette époque, l'idée que l'homme descend de l'animal demeure essentielle dans sa pensée,. Ses professeurs lui font également étudier Platon et c'est dans l'allégorie de la caverne que Vaihinger trouve les prémisses ce qu'il nomme plus tard le « monde du comme si ». Il se montre également très impressionné par les vers de Friedrich Schiller.

### Études supérieures
En 1870, il entre à l'université de Tübingen et pendant quatre ans, une grande part de son cursus est dédiée à la philosophie. C'est ainsi qu'il étudie Kant, Fichte, Schelling, Hegel, et Schleiermacher. En 1873, il concourt pour le prix de la faculté avec pour thème « Les récentes théories de la conscience » et obtient le premier prix, ce qui lui permet de voyager en Suisse et en Italie. Il obtient son diplôme à l'été 1874. Ces années le décident à poursuivre sur la voie de la philosophie et il est profondément marqué par Kant et Schopenhauer.
Il se rend à Leipzig en 1874 pour faire son service militaire volontaire mais sa mauvaise vue l'en prive. Il se prend alors de passion pour les mathématiques, qu'il étudie à l'université, puis il découvre la deuxième édition de l'Histoire du matérialisme Friedrich-Albert Lange à l'hiver 1874-1875,. L'ouvrage fait sur lui forte impression puisqu'il combine à la fois l'influence de Kant et de Schopenhauer, les deux philosophes qui marquent ses années à Tübingen, c'est ainsi qu'il écrit « À dater de ce jour je me déclarais disciple de F. A. Lange ».
Après son bref passage à Leipzig, Vaihinger se rend à Berlin, avant de devenir professeur de philosophie à Strasbourg, puis à Halle (Saxe-Anhalt) à partir de 1884.
Vaihinger souffrait d'une maladie des yeux, qui le conduisit à la cécité ; il consentit à devenir professeur émérite en 1906.

## Pensée
Dans sa Philosophie des Als Ob, il défend l'idée que nous ne pouvons percevoir que des phénomènes, à partir desquels nous construisons des modèles de pensée fictionnels auxquels nous accordons une valeur de réalité. Nous nous comportons « comme si » le monde correspondait à nos modèles. Vaihinger a élaboré une classification de ces fictions, selon leur valeur pragmatique, et propose une théorie générale de la science, de la morale et de la religion basée sur ces modèles. Il qualifie sa philosophie de pragmatisme critique ou de positivisme logique, bien qu'il n'ait pas été intégré au Cercle de Vienne.
Dans le domaine scientifique, il prend pour exemple les particules élémentaires (protons, électrons) et les ondes électromagnétiques. Personne n'a jamais pu observer directement ces entités, mais la science considère qu'elles existent, et, partant de cette affirmation, effectue de nouvelles observations afin d'établir d'autres théories, plus élaborées. Selon le philosophe, la propension de l'homme à générer des objets fictionnels lui est aussi utile que sa capacité déductive et inductive.
Vaihinger a été l'un des premiers à s'intéresser à la philosophie de Friedrich Nietzsche.
Alfred Adler, fondateur de la psychologie individuelle, a été influencé par la théorie de Vaihinger.

## Travaux
- 1875 Göthe als Ideal universeller Bildung (Goethe comme idéal d'une formation universelle)
- 1876 Hartmann, Dühring und Lange (Hartmann, Dühring et Lange)
- 1889 Naturforschung und Schule (étude de la nature et école)
- 1897–1922 Kant-Studien (Études kantiennes)
- 1899 Kant — ein Metaphysiker? (Kant métaphysicien ?)
- 1902 Nietzsche Als Philosoph (Nietzsche comme philosophe)
- 1906 Philosophie in der Staatsprüfung. Winke für Examinatoren und Examinanden
- 1911 Philosophie des Als Ob (La philosophie du « comme si »)
  - 1924 The Philosophy of 'As If' : A system of the theoretical, practical and religious fictions of mankind, trad. C. K. Ogden basée sur la sixième édition allemande
- 1922 Commentar zu Kants Kritik der reinen Vernunft (Commentaire sur la Critique de la raison pure de Kant)